# Nightmare in the Nineties
Nightmares in the Nineties es el segundo álbum recopilatorio de la carrera musical del cantante King Diamond, lanzado en el 2001 por Massacre Records.
El álbum contiene los éxitos de The Spider's Lullabye, The Graveyard, Voodoo y House of God.

## Lista de canciones
1. "From the Other Side" – 3:49 The Spider's Lullabye (1995)
2. "Waiting" – 4:27 The Graveyard (1996)
3. "The Exorcist" – 4:51 Voodoo (1998)
4. "Eastmann's Cure" – 4:32 The Spider's Lullabye (1995)
5. "Just a Shadow" – 4:37 House of God (2000)
6. "Cross of Baron Samedi" – 4:30 Voodoo (1998)
7. "Trick or Treat" – 5:10 The Graveyard (1996)
8. "One Down Two to Go" – 3:46 Voodoo (1998)
9. "Catacomb" – 5:02 House of God (2000)
10. "Six Feet Under" – 4:00 The Spider's Lullabye (1995)
11. "Lucy Forever" – 4:55 The Graveyard (1996)
12. "The Trees Have Eyes" – 4:47 House of God (2000)
13. "LOA House" – 5:33 Voodoo (1998)
14. "Peace of Mind" – 2:30 House of God (2000)

## Créditos
- King Diamond